# The Hype
The Hype – piąty i ostatni singiel amerykańskiego duetu muzycznego Twenty One Pilots z albumu Trench (2018), wydany przez  Fueled by Ramen 16 lipca 2019 roku. Utwór został napisany przez Tylera Josepha i utrzymany jest w koncepcji rocka alternatywnego.